# Lista șefilor de stat ai Poloniei
Această listă se referă la șefii de stat polonezi de după Primul Război Mondial. Pentru o listă a monarhilor din istorica Poloniei din Evul Mediu de la 1795 și solicitanților la tronul Poloniei de la secolul al XIX-lea și începutul secolului al XX-lea, vezi Lista monarhilor polonezi.

## Republica Polonia(1918–1939)

### Șef de stat
| Nr. | Portret | Nume (Anul nașterii-Anul decesului) | Începutul mandatului | Sfârșitul mandatului | Partid Politic | Note                                 |
| --- | ------- | ----------------------------------- | -------------------- | -------------------- | -------------- | ------------------------------------ |
| 1   |         | Józef Piłsudski (1867–1935)         | 14 noiembrie 1918    | 11 decembrie 1922    | Independent    | Șef de stat provizoriu până în 1918. |

### Președintele Republicii
| Nr.   | Portret | Nume (Anul nașterii-Anul decesului)  | Începutul mandatului | Sfârșitul mandatului | Partid Politic                                                | Note |
| ----- | ------- | ------------------------------------ | -------------------- | -------------------- | ------------------------------------------------------------- | --- |
| 1 (1) |         | Gabriel Narutowicz (1865–1922)       | 11 decembrie 1922    | 16 decembrie 1922    | Independent/Susținut de Partidul Popular Polonez „Wyzwolenie” | Asasinat |
| —     |         | Maciej Rataj (interimar) (1884–1940) | 16 decembrie 1922    | 22 decembrie 1922    | Partidul Popular Polonez „Piast”                              | Mareșalul Seimului, Președinte Interimar. |
| 2 (2) |         | Stanisław Wojciechowski (1869–1953)  | 22 decembrie 1922    | 14 mai 1926          | Partidul Popular Polonez „Piast”                              | Detronat în lovitura de stat din mai 1926 de Mareșalul Piłsudski |
| —     |         | Maciej Rataj (interimar) (1884–1940) | 14 mai 1926          | 4 iunie 1926         | Partidul Popular Polonez „Piast”                              | Mareșalul Seimului, Președinte Interimar. |
| 3 (3) |         | Ignacy Mościcki (1867–1946)          | 4 iunie 1926         | 30 septembrie 1929   | Independent                                                   | În timpul președinției sale, puterea adevărată o dețineau Mareșalii, Piłsudski (27 august 1926 – 12 mai 1935) și Rydz-Śmigły (12 mai 1935 – 27 octombrie 1939). Guvernul Mościcki a fost exilat în România după 17 septembrie ca urmare a ocupației Poloniei din cel de-Al Doilea Război Mondial. |

## Guvernul Republicii Polonia în exil(1939–1990)
După ce Germania a ocupat Polonia, s-a format un guvern polonez în exil sub protecția Franței și Mareii Britanii. Guvernul a fost recunoscut de către Regatul Unit și, mai târziu, de către Statele Unite ale Americii până la 6 iulie 1945, când aliații occidentali au acceptat guvernului comunist al lui Stalin. În ciuda faptului că a pierdut recunoașterea de către orice alt guvern, guvernul în exil a continuat să activeze în Londra, până la alegerile lui Lech Wałęsa în calitate de Președinte al Republicii Poloneze în decembrie 1990.
Unicul Președintele recunoscut pe plan internațional al guvernului în exil a fost Władysław Raczkiewicz, care a preluat mandatul după demisia lui Ignacy Mościcki.
| Nr.   | Portret | Nume (Anul nașterii-Anul decesului) | Începutul mandatului | Sfârșitul mandatului | Partid Politic | Note |
| ----- | ------- | ----------------------------------- | -------------------- | -------------------- | -------------- | --- |
| 1 (4) |         | Władysław Raczkiewicz (1885–1947)   | 30 septembrie 1939   | 9 iunie 1947         | Independent    | Guvernul Raczkiewicz a pierdut recunoașterea de către aliații occidentali pe 6 iulie 1945.              |
| 2 (5) |         | August Zaleski (1883–1972)          | 9 iunie 1947         | 8 aprilie 1972       | Independent    | Începând cu anul 1954, s-au opus pentru Rada Trzech (Consiliul celor Trei).                             |
| 3 (6) |         | Stanisław Ostrowski (1892–1982)     | 9 aprilie 1972       | 24 martie 1979       | Independent    | |
| 4 (7) |         | Edward Raczyński (1891–1993)        | 8 aprilie 1979       | 8 aprilie 1986       | Independent    | |
| 5 (8) |         | Kazimierz Sabbat (1913–1989)        | 8 aprilie 1986       | 19 iulie 1989        | Independent    | |
| 6 (9) |         | Ryszard Kaczorowski (1919–2010)     | 19 iulie 1989        | 22 decembrie 1990    | Independent    | Kaczorowski a demisionat după alegerea lui Lech Wałęsa în calitate de Președinte al Republicii Polonia. |

## Republica Populară Polonă(1944–1989)

### Președinte al Prezidiului Consiliului Popular
Republica Populară Polonă a fost fondată sub protecția Uniunii Sovietice pe 31 decembrie 1944 și recunoscută de către Statele Unite și Regatul Unit din 6 iulie 1945.
| Nr. | Portret | Nume (Anul nașterii-Anul decesului) | Începutul mandatului | Sfârșitul mandatului | Partid Politic                    | Note |
| --- | ------- | ----------------------------------- | -------------------- | -------------------- | --------------------------------- | ---- |
| 1   |         | Bolesław Bierut (1892–1956)         | 31 decembrie 1944    | 5 februarie 1947     | Partidul Muncitoresc Unit Polonez |      |

### Președintele Republicii
| Nr. | Portret | Nume (Anul nașterii-Anul decesului) | Începutul mandatului | Sfârșitul mandatului | Partid Politic                    | Note                                                                                         |
| --- | ------- | ----------------------------------- | -------------------- | -------------------- | --------------------------------- | -------------------------------------------------------------------------------------------- |
| 1   |         | Bolesław Bierut (1892–1956)         | 5 februarie 1944     | 20 noiembrie 1947    | Partidul Muncitoresc Unit Polonez | Din decembrie 1948 era de asemenea, secretar general al Partidului Muncitoresc Unit Polonez. |

### Președinte al Consiliului de Stat
În 1952, Constituția din Iulie a abolit funcția de președinte și a făcut Consiliul de Stat ca șef de stat colectiv, ai cărui președinți sunt enumerați mai jos. Adevărata putere o deținea Partidul Muncitoresc Unit Polonez (PZPR), Comitetul Central al său și secretarul general/prim-secretarul.
| Nr. | Portret | Nume (Anul nașterii-Anul decesului) | Începutul mandatului | Sfârșitul mandatului | Partid Politic                    | Note                                                               |
| --- | ------- | ----------------------------------- | -------------------- | -------------------- | --------------------------------- | ------------------------------------------------------------------ |
| 1   |         | Aleksander Zawadzki (1899–1964)     | 20 noiembrie 1952    | 7 august 1964        | Partidul Muncitoresc Unit Polonez | A murit în birou (cancer).                                         |
| 2   |         | Edward Ochab (1906–1989)            | 12 august 1964       | 10 aprilie 1968      | Partidul Muncitoresc Unit Polonez |                                                                    |
| 3   |         | Marian Spychalski (1906–1980)       | 10 aprilie 1968      | 23 decembrie 1970    | Partidul Muncitoresc Unit Polonez |                                                                    |
| 4   |         | Józef Cyrankiewicz (1911–1989)      | 23 decembrie 1970    | 28 martie 1972       | Partidul Muncitoresc Unit Polonez |                                                                    |
| 5   |         | Henryk Jabłoński (1909–2003)        | 28 martie 1972       | 6 noiembrie 1985     | Partidul Muncitoresc Unit Polonez |                                                                    |
| 6   |         | Wojciech Jaruzelski (1923– )        | 6 noiembrie 1985     | 19 iulie 1989        | Partidul Muncitoresc Unit Polonez | De asemenea, prim-secretar al Partidului Muncitoresc Unit Polonez. |

### Președinte al Republicii Populare Polonia
| Nr. | Portret | Nume (Anul nașterii-Anul decesului) | Începutul mandatului | Sfârșitul mandatului | Partid Politic                    | Note |
| --- | ------- | ----------------------------------- | -------------------- | -------------------- | --------------------------------- | --- |
| 1   |         | Wojciech Jaruzelski (1923– )        | 19 iulie 1989        | 31 decembrie 1989    | Partidul Muncitoresc Unit Polonez | În urma Acordului Polonez de la Masa Rotundă între Partidul Muncitoresc Unit Polonez și Solidaritatea, Consiliul de Stat a fost desființat. Președinte al Republicii Populare a fost ales de către Parlament. |

### Prim-secretarii Partidului Muncitoresc Unit Polonez(de facto șefii de stat până la 19 iulie 1989)
Din 1954, șeful partidului a fost, de asemenea, președinte al Comitetului Central:
| # | Nume                | Imagine | Începutul mandatului | Sfârșitul mandatului | Note             |
| - | ------------------- | ------- | -------------------- | -------------------- | ---------------- |
| 1 | Bolesław Bierut     |         | 22 decembrie 1948    | 12 martie 1956       | Secretar General |
| 2 | Edward Ochab        |         | 20 martie 1956       | 21 octombrie 1956    | Prim-secretar    |
| 3 | Władysław Gomułka   |         | 21 octombrie 1956    | 20 decembrie 1970    | Prim-secretar    |
| 4 | Edward Gierek       |         | 20 decembrie 1970    | 6 septembrie 1980    | Prim-secretar    |
| 5 | Stanisław Kania     |         | 6 septembrie 1980    | 18 octombrie 1981    | Prim-secretar    |
| 6 | Wojciech Jaruzelski |         | 18 octombrie 1981    | 29 iulie 1989        | Prim-secretar    |
| 7 | Mieczysław Rakowski |         | 29 iulie 1989        | 29 ianuarie 1990     | Prim-secretar    |

## Republica Polonia(1989–Prezent)

### Președintele Republicii
| Nr. | Portret | Nume (Anul nașterii-Anul decesului)       | Începutul mandatului | Sfârșitul mandatului | Partid Politic                    | Note |
| --- | ------- | ----------------------------------------- | -------------------- | -------------------- | --------------------------------- | --- |
| 1   |         | Wojciech Jaruzelski (1923– )              | 31 decembrie 1989    | 22 decembrie 1990    | Partidul Muncitoresc Unit Polonez | Când numele statului a fost schimbat în Republica Polonă pe 31 decembrie 1989, în consecință a fost schimbat și numele oficiului.                                                |
| 2   |         | Lech Wałęsa (1943– )                      | 22 decembrie 1990    | 22 decembrie 1995    | Solidaritatea                     | Ales în 1990, primul Președinte ales prin vot popular. |
| 3   |         | Aleksander Kwaśniewski (1954– )           | 23 decembrie 1995    | 23 decembrie 2005    | Democrația Socială                | Ales în 1995 și 2000, primul președinte al Treii Republici ales de două ori la rând.                                                                                             |
| 4   |         | Lech Kaczyński (1949–2010)                | 23 decembrie 2005    | 10 aprilie 2010      | Lege și Justiție                  | Ales în 2005. A decedat în urma unei catastrofe aviatice, în urmă căreia a murit de asemenea și ultimul președinte al Guvernului Republicii Polonă în exil, Ryszard Kaczorowski. |
| —   |         | Bronisław Komorowski (interimar) (1952– ) | 10 aprilie 2010      | 8 iulie 2010         | Platforma Civică                  | Mareșal al Seimului, Președinte Interimar |
| —   |         | Bogdan Borusewicz (interimar) (1949– )    | 8 iulie 2010         | 8 iulie 2010         | Independent                       | Mareșal al Senatului, Președinte Interimar |
| —   |         | Grzegorz Schetyna (interimar) (1963– )    | 8 iulie 2010         | 6 august 2010        | Platforma Civică                  | Mareșal al Seimului, Președinte Interimar |
| 5   |         | Bronisław Komorowski (1952– )             | 6 august 2010        | Prezent              | Platforma Civică                  | Ales în 2010. |